# Killian Miller
Killian Miller (* 30. Juli 1785 in Claverack, New York; † 9. Januar 1859 in Hudson, New York) war ein US-amerikanischer Jurist und Politiker. Zwischen 1855 und 1857 vertrat er den Bundesstaat New York im US-Repräsentantenhaus.

## Werdegang
Killian Miller wurde ungefähr zwei Jahre nach dem Ende des Unabhängigkeitskrieges in Claverack im Columbia County geboren. Er verfolgte eine akademische Laufbahn. Miller studierte Jura. Nach dem Erhalt seiner Zulassung als Anwalt begann er 1806 in Livingston zu praktizieren. Er saß in den Jahren 1826 und 1828 in der New York State Assembly. 1833 zog er nach Hudson, wo er weiter als Anwalt tätig war. Zwischen 1837 und 1840 arbeitete er als clerk im Columbia County.
Bei den Kongresswahlen des Jahres 1854 für den 34. Kongress wurde Miller für die Opposition Party im zwölften Wahlbezirk von New York in das US-Repräsentantenhaus in Washington, D.C. gewählt, wo er am 4. März 1855 die Nachfolge von Isaac Teller antrat. Da er auf eine erneute Kandidatur im Jahr 1856 verzichtete, schied er nach dem 3. März 1857 aus dem Kongress aus.
Nach seiner Kongresszeit ging er wieder seiner Tätigkeit als Anwalt nach. Er verstarb am 9. Januar 1859 in Hudson und wurde dann auf dem Hudson City Cemetery beigesetzt. Ungefähr zwei Jahre später brach der Bürgerkrieg aus.